# Henryk Pauli
Henryk Pauli (ur. 23 listopada 1942 w Gdańsku, zm. 31 marca 2022 w Skarszewach) – polski działacz państwowy i samorządowy, inżynier oraz nauczyciel, naczelnik Wejherowa, wicewojewoda elbląski (1975–1979).

## Życiorys
Był synem Jerzego i Łucji. Ukończył studia inżynierskie, uzyskał stopień doktora nauk technicznych. Przez wiele lat pracował jako nauczyciel Zespołu Szkół Rolniczych w Bolesławowie. Był również naczelnikiem Wejherowa. 1 czerwca 1975 objął stanowisko wicewojewody elbląskiego odpowiedzialnego m.in. za rolnictwo, zajmował je do 1979. W III RP ponownie zaangażowany w działalność samorządową. Został delegatem do wojewódzkiego sejmiku samorządowego, zajmował też stanowisko przewodniczącego rady gminy Skarszewy.
Jego synem jest Jacek Pauli, od 2014 burmistrz Skarszew.
5 kwietnia 2022 został pochowany na cmentarzu w Skarszewach. 